# Поляков, Василий Васильевич (государственный деятель)
Василий Васильевич Поляков (1893— 18 ноября 1937) — советский партийный и государственный деятель, в 1930—1933 нарком юстиции и Генеральный прокурор Украинской ССР.

## Биография
Родился в с.Людиново Жиздринского уезда Калужской губернии. Работал в модельном цехе Людиновского завода. Член РСДРП с 1913 г.
В 1914 переехал в Харьков, где продолжил активное участие в революционной деятельности. В 1915 арестован и сослан в Иркутскую губернию. Вернулся после Февральской революции.
В 1917—1918 председатель Людиновского ревкома, командир отряда Красной гвардии. В 1918—1919 на партийной работе в Дятьково.
В 1920—1935 на Украине:
- председатель Укрметаллопрома;
- председатель Южмашинтреста;
- нарком юстиции УССР;
- генеральный прокурор Украины;
- нарком коммунального хозяйства УССР.

В 1921—1937 член ЦК Компартии Украины, 3.6 — 26.9.1937 кандидат в члены ЦК КПУ, в 1923—1924 кандидат в члены Оргбюро ЦК КПУ, в 1924—1934 член Оргбюро. Избирался членом ВУЦИК и его Президиума.
С 1935 постоянный представитель УССР при правительстве СССР.
В 1937 году арестован и расстрелян. Реабилитирован посмертно в 1956 г.